# Zygaspis quadrifrons
Zygaspis quadrifrons là một loài bò sát trong họ Amphisbaenidae. Loài này được Peters mô tả khoa học đầu tiên năm 1862.